# Holacanthus ciliaris
Holacanthus ciliaris (Linnaeus, 1758), è un pesce osseo di mare appartenente alla famiglia Pomacanthidae. 

## Distribuzione e habitat
È diffuso nelle aree tropicali dell'Oceano Atlantico occidentale, dal Brasile alla Florida, alle Bahamas, al Golfo del Messico, e nel Mar dei Caraibi, dove popola le barriere coralline, generalmente insulari, fino a 70 m di profondità.

## Descrizione
Di taglia media, questo pesce può raggiungere i 45 cm di lunghezza.

## Biologia

### Comportamento
È solitamente solitario, raramente nuota in coppie.

### Alimentazione
Si nutre prevalentemente di spugne, oltre che da alghe, crostacei, tunicati, idrozoi e briozoi.